# Desisa kuraruana
Desisa kuraruana là một loài bọ cánh cứng trong họ Cerambycidae.